# Carlos Alberto Brocato
Carlos Alberto Brocato (Buenos Aires, 1932 - 1996) fue un ensayista político, periodista, poeta y editor argentino. Dirigió junto a José Luis Mangieri la editorial La Rosa Blindada donde publicó a muchos escritores argentinos e internacionales del siglo XX.

## Historia
Carlos Alberto Brocato nació en Buenos Aires. Trabajó de bancario, corrector de pruebas y linotipista, oficios en los que realizó una larga experiencia sindical. También militó políticamente y en sus dos incursiones en partidos de izquierda forjó gran parte de la reflexión crítica que su escritura expone de un modo preciso y con innegable conocimiento directo de esos temas. Pero el enfoque metodológico y ético que nutre sus análisis proviene de una estructura de pensamiento que se conforma, según él mismo lo advierte, en su adolescencia, de los contactos con el existencialismo sartreano y de la devoción por la literatura española, a lo que posteriormente se incorpora el marxismo. Una suerte de combinación de pensamiento independiente, intelectual clásico y dialéctica. Fue columnista de Nueva Presencia donde escribía una columna semanal y en la revista Caras y Caretas.
Con el seudónimo de Cayetano Bollini dio rienda suelta a su expresión humoristas y punzante como en "Manual del buen argentino", entre otros títulos. "Su vida se erigió sobre la base de la constante coherencia con su pensamiento, porque precisamente no concibió la ética separable de la política, incluyendo en este plano el problema de la eficacia. Tampoco lo hizo entre esta última y la vida privada. No creo ante esto, que quererlo haya sido una circunstancia casual, sino antes bien, una paulatina, placentera, e ineluctable consecuencia", dijo de este poeta Emilio Cafassi. Sus poemarios éditos: "La sonrisa del tiempo", "Mundo de sucia lágrima" y "Furia".
En 1974-1976 publicó una columna semanal en el periódico Avanzada Socialista.
Durante los años 80 fue integrante del Movimiento por la Vida y la Paz (MOVIP), autor del folleto "Militarismo o civilidad", dictó en La Plata un seminario sobre "Ideas políticas en Argentina", y participaba en el programa "Mediodía", de Radio Universidad de La Plata que conducía Nelly Buscaglia. También fue columnista del diario "El Día (Argentina)" de La Plata.
Publicó un famoso texto contra la Guerra de Malvinas, en pleno conflicto y en Argentina. Se llamaba “¿La verdad o la mística nacional?”. En 2017 fue publicado como parte de: Kaufman, Alejandro y Brocato, Carlos Alberto; "Golpes", Hekht Libros, Buenos Aires.
A pesar de haber sido un reconocido intelectual de izquierda, actualmente casi toda su obra está descatalogada. Su enorme colección de revistas literarias están disponibles en la Sala Carlos Brocato del Centro de Documentación e Investigación de la Cultura de Izquierdas en Argentina (CeDInCi).
En la actualidad el ensayista Daniel Kohen está trabajando en la biografía de Carlos Alberto Brocato.

### Cayetano Bollini
Cayetano Bollini es un escritor liberal apócrifo creado por Carlos Alberto Brocato. Humorista político literario, se lo conoció en "Testimonios Marginales" (El Manchón, 1970), en "Manual del Buen Argentino (De La Flor, 1972) y ¿Quién incendió la Iglesia? (Planeta, 1988).